# 网脉栒子
网脉栒子（学名：Cotoneaster reticulatus）为蔷薇科栒子属的植物，是中国的特有植物。分布于中国大陆的四川等地，生长于海拔2,600米至3,000米的地区，多生在荒地丛林边，目前已由人工引种栽培。

## 别名
网脉叶栒子（经济植物手册）